# إيمانويل دآنا
إيمانويل دآنا (بالإيطالية: Emanuele D'Anna)‏ هو لاعب كرة قدم إيطالي في مركز الوسط، ولد في 23 مايو 1982 في Baiano, Campania ‏ في إيطاليا. لعب مع إيه سي ميلان وكييفو فيرونا ونادي أسكولي ونادي بياتشينزا ونادي بيزا ونادي بينيفينتو ونادي كييتي كالسيو الرياضي.

## وصلات خارجية
- إيمانويل دآنا على موقع قاعدة بيانات كرة القدم.إي يو (الإنجليزية)
- إيمانويل دآنا على موقع Soccerway.com (الإنجليزية)
- إيمانويل دآنا على موقع عالم كرة القدم.نت (الإنجليزية)